# Epilissus fuscovirens
Epilissus fuscovirens är en skalbaggsart som beskrevs av Leon Fairmaire 1889. Epilissus fuscovirens ingår i släktet Epilissus och familjen bladhorningar. Inga underarter finns listade i Catalogue of Life.